# Скоробогатки
Скоробогатки (укр. Скоробагатьки) — село,
Исковецкий сельский совет,
Лохвицкий район,
Полтавская область,
Украина.
Код КОАТУУ — 5322682804. Население по переписи 2001 года составляло 437 человек.

## Географическое положение
Село Скоробогатки находится на левом берегу реки Сулица, выше по течению на расстоянии в 1 км расположено село Исковцы, ниже по течению на расстоянии в 3 км расположено село Жданы (Лубенский район).

## История
- 1710 — дата основания.

## Объекты социальной сферы
- Школа І ст.